# Hadi al-Ameri
Hadi al-Ameri est un homme politique irakien, né le 1er juillet 1954 dans la province de Diyala. Député de l'Alliance Fatah, il dirige le parti politique chiite Badr et sa branche armée, les brigades Badr.

## Biographie
Hadi al-Ameri se réfugie en Iran jusqu'à la chute de Saddam Hussein. Il y fonde la brigade Badr, branche armée du Conseil suprême de la révolution islamique en Irak, parti politique chiite qui combat le régime irakien durant la guerre Iran-Irak,.
Hadi al-Ameri retourne en Irak après la chute de Saddam. Il dirige l'organisation Badr. Entre 2010 et 2014, il est ministre des Transports du gouvernement irakien. Le 12 décembre 2011, c'est en cette qualité qu'il participe à la rencontre charnière entre le Premier ministre irakien, Nouri al-Maliki, et le président américain, Barack Obama, à la Maison-Blanche,,. En juin 2014, Nouri al-Maliki le charge de superviser les opérations militaires menées contre les forces de l'organisation État islamique dans la province de Diyala,. En septembre 2014, il est candidat au poste de ministre de l'Intérieur du gouvernement d'Haïder al-Abadi. Les États-Unis ainsi que plusieurs partis politiques irakiens s'opposent à sa nomination en raison de sa proximité avec l'Iran,.
Le 27 février 2019, il rencontre le cheikh Safuk Hamadi des Tayy et pose à ses côtés au siège de l'Alliance Fatah à Bagdad. Cette rencontre déclenche une importante polémique chez les chiites d'Irak car Safuk Hamadi fait partie des chouyoukh de Ninive qui ont juré allégeance à Abou Bakr al-Baghdadi en 2015. À cette occasion, il avait déclaré : « Nous sommes avec l'État islamique sur tous les plans. Nous combattrons les ennemis, les rawafid et les peshmergas. Nous sommes à vos côtés. Ce ne sont pas des paroles creuses, vous en serez les témoins dans la pratique. Utilisez-nous et regardez ce que nous accomplissons. Tous ceux qui sont présents ici sont mes frères et mes oncles. Je ne parle pas seulement au nom des Tayy. Je peux vous dire que tous ressentent la même chose. ». 
Le 1er janvier 2020, le secrétaire d'État des États-Unis, Mike Pompeo, accuse nominalement « Hadi al Amari et Faleh al-Fayyad » d'avoir « soutenu » l'attaque contre l'ambassade américaine à Bagdad « orchestrée par [...] Abu Mahdi al Muhandis et Qays al-Khazali ». Après la liquidation de Muhandis par les États-Unis, Hadi al-Ameri est un temps pressenti pour lui succéder à la tête des Unités de mobilisation populaire, la coalition de milices (majoritairement chiites) ayant vaincu l'État islamique en Irak. 
Le 12 octobre 2021, il annonce rejeter les résultats (très défavorables aux milices chiites) des élections législatives irakiennes de l'avant-veille, les qualifiant de « fabriqués ».  